# John Nesbett
John Nesbett (... – 1488 circa) è stato un compositore inglese attivo nel XV secolo.

## Biografia
Nulla si conosce sulla sua vita se non quanto riportato nel Libro corale di Eton sul quale figura un suo Magnificat. La sua composizione segue quasi per la totalità la struttura del canone, poco comune e arcaica rispetto a quella dei compositori dell'epoca.